# Queréndaro (Zinapécuaro)
Queréndaro es una localidad del estado mexicano de Michoacán. Es parte del municipio de Zinapécuaro. Fue fundada el 25 de julio de 1909 a partir de una estación de ferrocarril.

## Toponimia
El nombre «Queréndaro» proviene de los términos en purépecha: querenda, peña; ro, locativo. Su significado es «Despeñadero» o «Lugar de peñascos».

## Demografía
| Gráfica de evolución demográfica |
|                                  |

| Censo | Población |
| ----- | --------- |
| 1910  | 135       |
| 1921  | 115       |
| 1930  | 300       |
| 1940  | 672       |
| 1950  | 592       |
| 1960  | 805       |
| 1970  | 1000      |
| 1980  | 880       |
| 1990  | 1731      |
| 2000  | 1839      |
| 2010  | 1822      |
| 2020  | 2175      |